# Multicar M 26

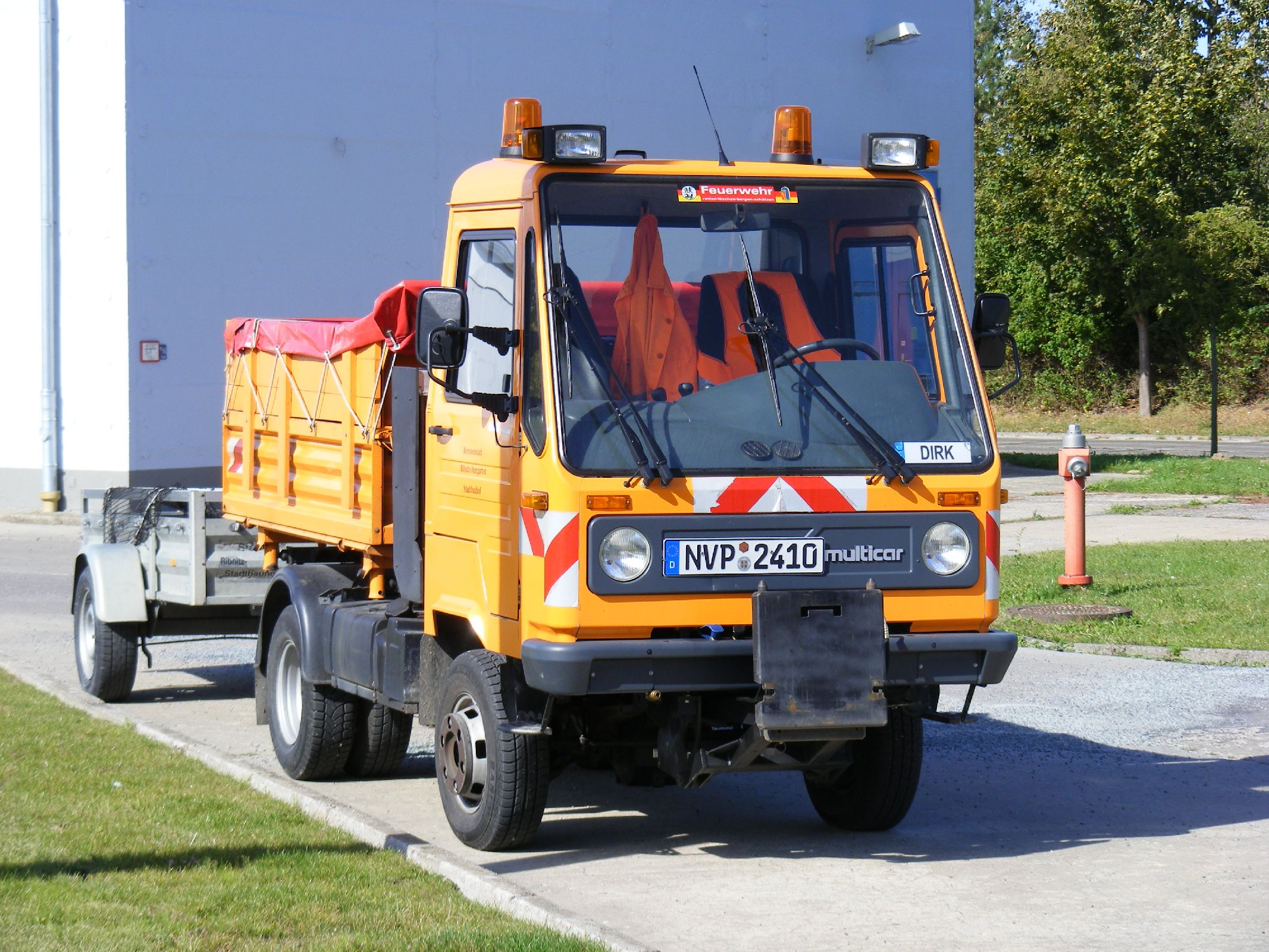
Automobil M 26

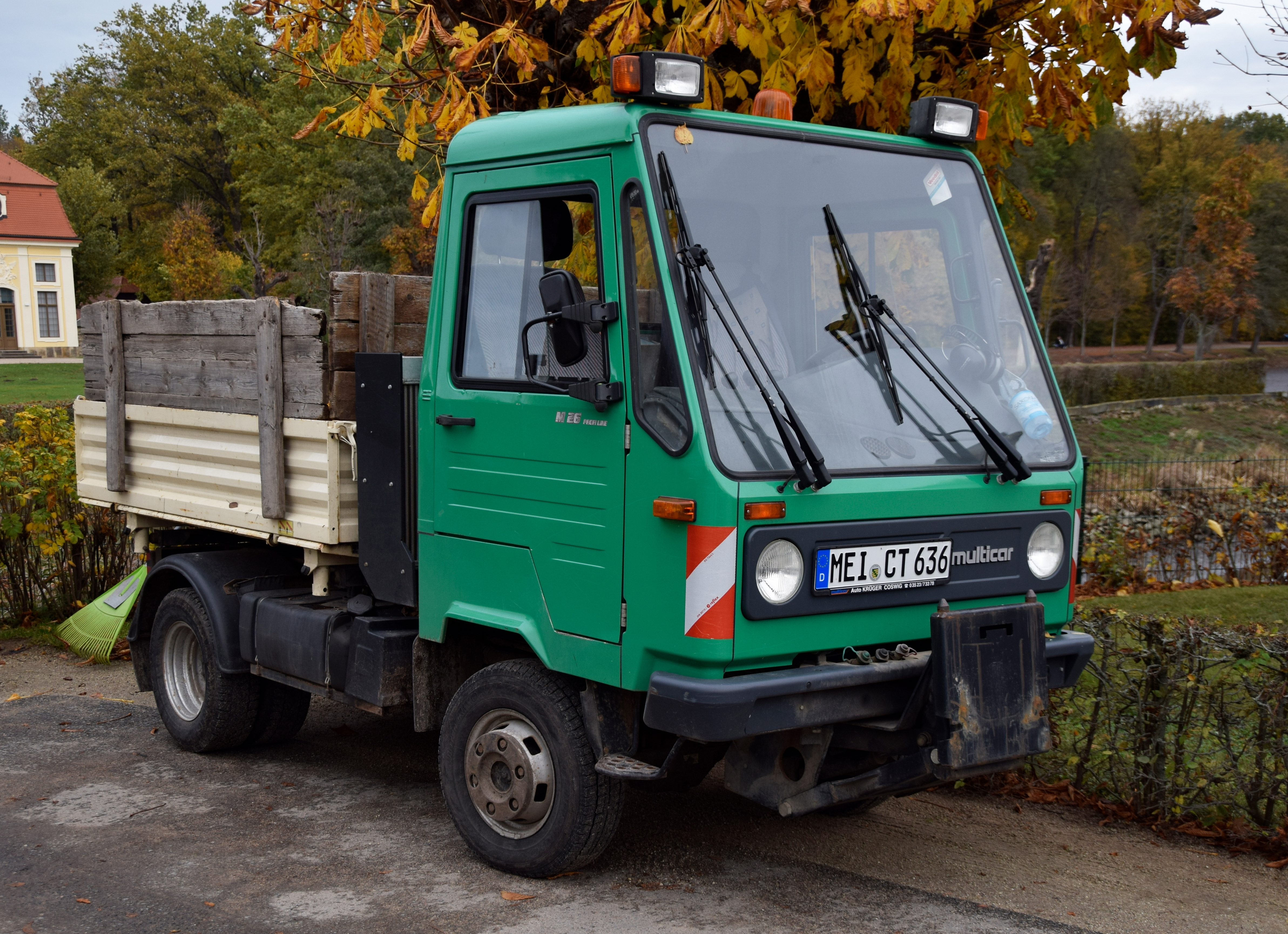
Automobil M 26 ProfiLine

Multicar M 26 je užitkový automobil značky Multicar, přímý následovník typu M 25. Vyráběl se od roku 1992 do roku 2010. Automobil poháněly vznětové motory značky Iveco, oproti svému předchůdci dostal komfortnější kabinu a zvýšila se i jeho rychlost, a to na 89 km/h. Dodával se také s pohonem 4×4, dále s jednoduchou nebo dvojitou montáží pneumatik na zadní nápravě. Kabina pojme buď dvě osoby, nebo (u prodloužené budky) celkem pět. K dispozici jsou dva rozvory, a sice 2100 milimetrů a 2675 milimetrů. Vozidla bylo možno vybavit několika desítkami nástaveb či přídavných zařízení. Za rok se průměrně vyrobilo 1500 kusů tohoto vozítka.
Vůz nalezl své využití při práci v komunálních službách, ve stavebnictví, průmyslu, ale také zemědělství. Své uplatnění nachází též na letištích.